# Romuald Giegiel
Romuald Giegiel (* 8. Mai 1957 in Warschau) ist ein ehemaliger polnischer Hürdenläufer, der sich auf die 110-Meter-Distanz spezialisiert hatte.

## Sportliche Laufbahn
1978 wurde er bei den Europameisterschaften in Prag Siebter.
Bei den Halleneuropameisterschaften wurde er über 60 Meter Hürden 1979 in Wien Fünfter und gewann 1980 in Sindelfingen Silber.
1982 wurde er bei den Europameisterschaften in Athen Sechster. Einem sechsten Platz über 60 Meter Hürden bei den Halleneuropameisterschaften 1983 in Budapest folgte ein Sieg in derselben Disziplin bei den Halleneuropameisterschaften 1984 in Göteborg. Bei den Halleneuropameisterschaften 1986 in Madrid wurde er Sechster über 60 Meter Hürden.
Siebenmal wurde er polnischer Meister über 110 Meter Hürden im Freien (1978, 1981–1986) und fünfmal über 60 Meter Hürden in der Halle (1979, 1983–1986).

## Persönliche Bestzeiten
- 60 m Hürden (Halle): 7,62 s, 4. März 1984, Göteborg
- 110 m Hürden: 13,57 s, 28. August 1982, Warschau